# Grand Falls-Windsor
Grand Falls-Windsor är en stad i inlandet vid Exploits River på Newfoundland, Kanada. Staden anlades av Anglo-Newfoundland Development Company, vilket i sig vilket grundades av Londontidningen Daily Mail, som från 1905 exploaterade skogarna i öns inre och. Grand Falls har flera stora pappersbruk.